# Жилін Микола Олексійович
Микола Олексійович Жилін (1878 — до 1 жовтня 1922, Німеччина) — юрист у Російській імперії, член IV Державної думи від Київської губернії. 

## Життєпис
Походив зі спадкової шляхти Курської губернії. Молодший брат Олександр — професор Санкт-Петербурзького університету.
Закінчив Першу Київську гімназію (1897) та юридичний факультет університету Святого Володимира з дипломом 1-го ступеня (1901).
Після закінчення університету вступив на службу до Міністерства фінансів чиновником особливих доручень при керуючому Київської губернської казенної палати.
Був столоначальником тієї ж палати (1902–1904), потім помічником податного інспектора Київського повіту (1904–1908) і податковим інспектором 2-ї дільниці Васильківського повіту (1908–1911). Дослужився до чину надвірного радника. Обирався гласним Васильківської міської думи. Був дійсним членом Київського клубу російських націоналістів.
У 1912 році обраний депутатом Державної думи від 2-го з'їзду міських виборців Київської губернії. Входив до фракції російських націоналістів і помірно-правих (ФНПП), після її розколу в серпні 1915 — до групи прихильників Петра Балашова. Був членом комісій: у міських справах, бюджетної, фінансової, з робочого питання.
Після Жовтневого перевороту емігрував до Німеччини. Помер не пізніше 1 жовтня 1922 року.

## Родина
Був одружений, мав трьох дітей. 